# Cleome siliculifera
Cleome siliculifera är en paradisblomsterväxtart som beskrevs av August Wilhelm Eichler. Cleome siliculifera ingår i släktet paradisblomstersläktet, och familjen paradisblomsterväxter. Inga underarter finns listade i Catalogue of Life.